# Corporación Valenciana de Medios de Comunicación
La Corporación Valenciana de Medios de Comunicación (CVMC; oficialmente y en valenciano, Corporació Valenciana de Mitjans de Comunicació) es un organismo de la Generalidad Valenciana, aunque con autonomía en la gestión e independencia funcional, encargado de producir y difundir productos audiovisuales. Desde el 20 de julio de 2016 es el sucesor del ente Radiotelevisión Valenciana, que fue cerrado en 2013 por el expresidente Alberto Fabra al considerar inasumibles los gastos de readmisión del personal después de que la justicia considerara ilegal el ERE.
Este organismo está gobernado por el Consejo Rector, cuyo presidente y director general interino es Miquel Francés i Domènec. Cuenta, además, con los consejos de la Ciudadanía y de Informativos.
Las actividades que se realizan son de radiodifusión, con emisoras de televisión y radio, de creación de contenido y de emisión en una plataforma multimedia por Internet. Además, este ente forma parte de la Federación de Organismos de Radio y Televisión Autonómicos (FORTA) con la cual comparte contenidos para su emisión en distintas regiones. El comienzo de las emisiones de la radio tuvo lugar el 11 de diciembre de 2017 y el de las de la televisión el 25 de abril de 2018 (en pruebas), aunque las emisiones regulares no llegaron hasta el 10 de junio. Durante ese tiempo, hasta la formación de la plantilla y la creación de la parrilla de programación, se emitieron imágenes de archivo. Para ello, el objetivo fue el de contratar los servicios de una empresa que se encargara de efectuar las pruebas necesarias para poder empezar con las emisiones. Esta empresa contrató extrabajadores de RTVV.
À Punt, para la televisión, y À Punt Mèdia, para el grupo, son los nombres escogidos para trabajar la imagen corporativa del grupo multimedia. Estas marcas fueron ideadas por la agencia Aftershare y se seleccionaron de entre 82 propuestas. Pese a que inicialmente el presidente de la Corporación indicara que este nombre no era una marca ni una representación gráfica, sino «una base para trabajar la marca final», finalmente en septiembre se presentó la imagen corporativa del grupo, confirmándose ambos nombres.
Los objetivos y las líneas estratégicas están concretados en el mandato marco por las Cortes Valencianas. La forma de alcanzarlos está descrita en el contracto programa de la Generalidad, redactado antes de que pasaran nueve meses desde de la aprobación del mandato marco. El ejecutivo valenciano redactó y presentó antes del 14 de marzo de 2017 el proyecto de ley de la creación del Consejo Audiovisual valenciano, autoridad imprescindible para que la Corporación ejerciera esta actividad.
Más tarde, se creó una bolsa de trabajo y se contrató, para empezar, a 62 empleados. La baremación de esta se hizo atendiendo a unos criterios que sumaban puntos hasta llegar al tope de 75. El primero era la experiencia, con 0,07 puntos por mes trabajado en RTVV, 0,05 en una empresa pública y 0,04 en una privada; con un máximo de 19 puntos en este apartado. El segundo era haber superado una prueba selectiva para entrar en la antigua radiotelevisión, por el cual se sumarán 7 puntos. Adicionalmente, la antigüedad para los que trabajaron de forma continuada en Radiotelevisión Valenciana se contó con 0,1 puntos por mes trabajado, con un máximo de 3 puntos. El resto de puntos fueron comunes a todos los aspirantes e incluye méritos como los idiomas o las titulaciones superiores.

## Historia

### Precedentes

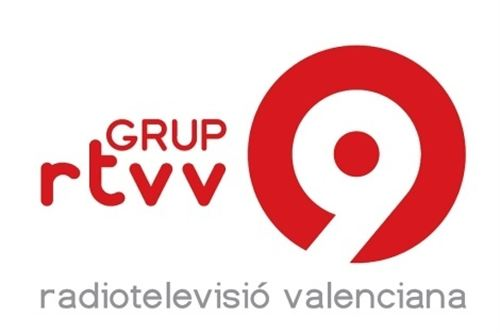
Logotipo de RTVV

RTVV, fundada en 1984 para fomentar la intercomunicación entre valencianos y potenciar su identidad cultural y lingüística, es cerrada en 2013 por el expresidente Alberto Fabra al considerar inasumibles los gastos de readmisión del personal después de que la justicia considerara ilegal el ERE. Durante la campaña de las elecciones autonómicas de 2015 los partidos de izquierda —PSPV-PSOE, Compromís, EUPV y Podemos— prometen reabrir este ente.
El nuevo gobierno valenciano —compuesto por PSPV-PSOE y Compromís— aprueba el 17 de julio de 2015 el decreto por el que se crea el Alto Consejo Consultivo de Radiodifusión, Televisión y Otros Medios de Comunicación con el motivo de estudiar la situación de RTVV para su reapertura. Finalmente se decide crear un nuevo ente, la Corporación Valenciana de Medios de Comunicación, aunque sin que el anterior se haya acabado de liquidar. Los principales problemas a los que se enfrenta la Generalidad para abrirlo son:
- La situación de los extrabajadores. En un principio se propone la paralización de la liquidación de Radiotelevisión Valenciana porque esta es la única forma en la que se puede mantener todos los trabajadores, aunque se acaba optando por empezar de cero con un nuevo ente.
- El recurso presentado por el PSPV-PSOE ante el Tribunal Constitucional (TC).[19] Aunque el 3 de marzo de 2016 el partido retira el recurso, el TC aún puede pronunciarse.[20]
- El problema societario. El obstáculo se centra en determinar si se ha producido un traspaso de activos, un hecho prohibido por la ley societaria.
- La demanda presentada por los sindicatos CGT y UGT en la Audiencia Nacional, que podía acabar en la reincorporación de los más de 1.600 profesionales.
- La posible sucesión empresarial. La justicia puede sentenciar que el nuevo ente da continuidad al anterior y esta conexión puede complicar el proceso.[21]

Durante los siguientes meses la justicia va allanando el camino para la apertura, declarando legal el ERE y considerando que no hay sucesión de empresas.

### Apertura

#### La ley
Con la participación de todos los sectores afectados a través de un foro abierto, del diálogo entre todos los partidos del parlamento valenciano y de la colaboración de expertos universitarios independientes, el 22 de diciembre de 2015 las Cortes derogan la ley que permitió cerrar Radiotelevisión Valenciana y, por tanto, la Generalidad recupera la competencia para prestar el servicio de radiodifusión. Aunque el deseo de buena parte del ejecutivo es el de empezar las emisiones provisionalmente con contenido parlamentario, ruedas de prensa y comunicados oficiales, se opta finalmente por esperar a tener un marco legislativo y contar con los profesionales del sector.
El 23 de marzo de 2016 se eligen los vocales del Alto Consejo Consultivo por unanimidad: Rafa Xambó (Compromís), María Lozano (Podemos), Vicent Vergara (PSPV-PSOE), Raquel Piqueras (Ciudadanos) y Alicia Martínez (PPCV). Este se constituye el 7 de abril de 2016 para tomar las primeras decisiones técnicas de la puesta en marcha del servicio de radiotelevisión y para empezar con la contratación de dibujos animados, producciones de documentales y de ficción y programas para dotar de contenidos a la nueva cadena.
El 9 de mayo de 2016 las Cortes aprueban la ley para la creación de la nueva empresa de radio y televisión públicas con los votos a favor de PSPV-PSOE, Compromís y Podemos; el voto en contra del Partido Popular y la abstención de Ciudadanos. La ley da prioridad a los antiguos trabajadores de RTVV en la contratación en el nuevo organismo, aunque el Consejo Jurídico Consultivo (CJC) lo rechaza y propone cambiar este punto alegando que el legislador, «en su afán de recompensar al colectivo afectado en su momento», no puede propiciar «una técnica que puede resultar contraria a los principios legales de igualdad, mérito y capacidad».
En mayo de 2016 el Comité de Expertos del Consejo de Europa insta a las autoridades valencianas, a través de un informe, a fomentar o facilitar la creación de un canal de televisión y una estación de radio públicas en valenciano.
El 19 de mayo de 2016 el Instituto Valenciano de Investigaciones Económicas (IVIE) da a conocer un informe elaborado para la Generalidad sobre un hipotético presupuesto. El IVIE estima en 50 millones de euros el coste de la Corporación Valenciana de Medios de Comunicación, calculado con la media de gasto por habitante de las tres televisiones autonómicas con menor coste —Asturias, Castilla y León y Comunidad de Madrid—. El informe, además, estima un impacto sobre la economía de la Comunidad Valenciana de 46 millones de euros de renta y la generación de 1.275 empleos (directos, indirectos e inducidos). Asimismo alerta de que hay que tener "muy presente el estado de las finanzas públicas valencianas y las restricciones que de ello se derivan", y que las cifras no permiten crear una radiotelevisión de 140 millones de coste y 700 empleados, como proponía un estudio de las universidades valencianas.
El 31 de mayo de 2016 finaliza el plazo para presentar contenidos de ficción, documentales y animación con 167, 278 y 57 proyectos presentados respectivamente; y el 20 de junio para contenidos de programas con 303 proyectos. Los proyectos presentados al Alto Consejo Consultivo suman un total de 805 para su selección.
El 17 de junio de 2016 el Consejo, aplicando la ley aprobada el 22 de diciembre de 2015, inicia el traspaso de los bienes de RTVV a la Generalidad Valenciana para, una vez abierta la Corporación, poder traspasarlos a esta.
El 21 de junio de 2016 el Consejo autoriza destinar 1,5 millones de euros a la renovación completa del área técnica de emisiones del Centro de Producciones de Burjasot, el cual dará cabida a otras televisiones.

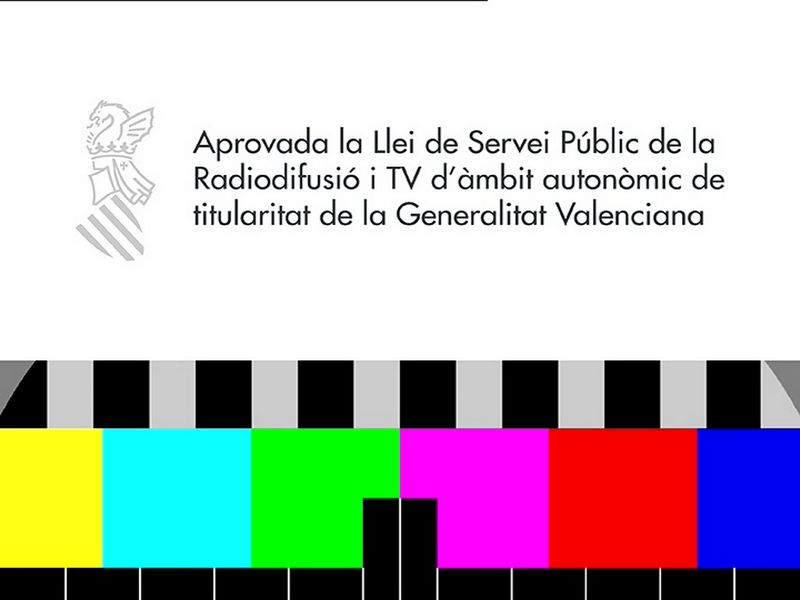
Carta de ajuste provisional emitida a partir del 15 de julio por los canales de TDT de la Generalidad Valenciana.

El 14 de julio de 2016 las Cortes aprueban con 64 votos a favor —PSPV-PSOE, Compromís, Podemos y Ciudadanos— y 26 abstenciones —PPCV— la proposición de ley de apertura de la corporación. La ley parte de todas las ideas recogidas en el foro abierto de diciembre en el que participaron todos los sectores afectados y del trabajo de todas las personas expertas que comparecieron en las Cortes, aunque con algunos puntos mejorados mediante trámites parlamentarios.
Los extrabajadores pedían que las oposiciones de la antigua Radiotelevisión Valenciana tuvieran validez y así tener prioridad en la contratación, pero el PSPV-PSOE, Compromís y Ciudadanos votan en contra de la enmienda presentada por Podemos al considerar que hay un embrollo legal, ocasionado por el cierre del anterior ente, y esto perjudicaría en un futuro a la Corporación. Sin embargo, para la contratación temporal la ley sí recoge valorar el haber trabajado en RTVV y la antigüedad.

#### La elección del Consejo Rector
A finales de julio de 2016 se proponen los miembros del primer mandato del Consejo Rector, con Josep López Álvarez de presidente, aunque al no haber acuerdo entre los diferentes grupos parlamentarios para llegar a la mayoría necesaria se aplaza la votación para el mes de septiembre. Los candidatos al consejo llegan a ser cuestionados por haber entre ellos demasiados periodistas y ningún profesional en gestión empresarial. Además, Maite Fernández, la candidata propuesta por el PPCV, es criticada por la AVM3J, Compromís y Podemos por haber manipulado como jefa de informativos en RTVV, destacando la ocultación del accidente de Metrovalencia de 2006.
El 3 de agosto de 2016 el Alto Consejo Consultivo publica en el DOGV los proyectos de ficción preseleccionados, con su baremación, para la televisión de la Corporación. La Forastera, La Tramuntana, Desenterrats y Maniseres son las cuatro series; y Parany (La Trampa), Acció, Jaume I, El Molí de la Plata, Iturbi, Ramon Llull, La Riuà, Valor y Tormo son las nueve miniseries.
Este mismo mes la Corporación se conecta técnicamente con la Federación de Organismos de Radio y Televisión Autonómicos (FORTA), aunque no participará como inversora hasta que no posea una televisión. Además, se anuncia la reciprocidad en la emisión de los canales de televisión de la Corporación con los canales públicos de Cataluña (CCMA), Baleares (EPRTVIB) y Aragón (CARTV): dichos canales se verían en la Comunidad Valenciana siempre y cuando los canales de la Corporación se vieran en estos territorios. TV3 y el resto de los canales de la CCMA dejaron de verse por completo en la Comunidad Valenciana el 17 de febrero de 2011. La Acción Cultural del País Valenciano había financiado la emisión de la televisión pública catalana durante 28 años a través de sus propios repetidores. Según el Gobierno valenciano, presidido entonces por Francisco Camps, las emisiones eran ilegales, e impuso multas de hasta 800 000 euros. Aunque la justicia falló a favor de la asociación, esta decidió esperar a la reciprocidad.
En septiembre de 2016 se retoman las negociaciones para la elección del Consejo Rector con la nueva propuesta del PSPV-PSOE para la presidencia: Enrique Soriano Hernández, doctor en Derecho y letrado de las Cortes. Todos los grupos políticos están de acuerdo con el nuevo nombre, pero Compromís y Podemos vetan a la candidata del PPCV Maite Fernández. Ciudadanos, al mismo tiempo, advierte que votarán en contra del Consejo si hay un solo voto en contra a algún candidato. Finalmente Compromís retira el veto a Fernández y Podemos afirma que si todos votan a favor, ellos también lo harán para no bloquear la elección. Con todos estos cambios, se convoca una reunión para negociar la fecha de la votación, aunque el PPCV no asiste e intenta que Ciudadanos tampoco lo haga. Algunos partidos llegan a afirmar que Ciudadanos y PPCV intentan bloquear indefinidamente la elección, porque en lo que no está de acuerdo uno, no está de acuerdo el otro. También la Mesa Sectorial del Audiovisual Valenciano (MESAV), una plataforma que representa al colectivo audiovisual valenciano, culpa al PP de bloquear y torpedear la apertura de la Corporación. El PSPV-PSOE amenaza con cambiar la ley de forma provisional para elegir con solo mayoría simple si no se llega a un acuerdo, y el PPCV denuncia el autoritarismo del Gobierno valenciano.
El 19 de septiembre de 2016 el presidente valenciano Ximo Puig y su homólogo Carles Puigdemont se reúnen en el Palacio de la Generalidad y firman el acuerdo de reciprocidad de los canales de la Corporación con los de la Corporación Catalana de Medios Audiovisuales. El acuerdo incluye la creación de una comisión técnica mixta con Cataluña para que nada más la Corporación empiece a emitir, se haga efectiva dicha reciprocidad.
El Tribunal Constitucional retira definitivamente el 28 de septiembre el recurso del PSPV-PSOE a la ley que promovió el cierre de RTVV debido a que la controversia ha desaparecido. Aunque con este paso se mejora la situación jurídica de la Corporación, aún queda la demanda de los sindicatos por el despido de los extrabajadores. Por otra parte, el Gobierno en funciones del Partido Popular anuncia en octubre que discrepa en varios artículos de la ley de la Corporación y que, si no se llega a un acuerdo, recurrirá su contenido al Tribunal Constitucional. Los artículos son el 42, el 46 y la disposición novena y tratan sobre el régimen de personal y las condiciones de partida de los extrabajadores de RTVV, que tendrán prioridad en la contratación temporal. Finalmente los ejecutivos central y autonómico convocan una comisión bilateral de cooperación para tratar discrepancias y meses más tarde llegan a un acuerdo.
El 20 de octubre de 2016 las Cortes aprueban el primer Consejo Rector, el cual está compuesto por Enrique Soriano Hernández (presidente), Vicent Vergara del Toro (PSPV-PSOE), Vicente Cutanda Mansilla (PPCV), Rafel Xambó Olmos (Compromís), José Martínez Sáez (Ciudadanos), María Lozano Estivalis (Podemos) y los miembros provisionales Raquel Piqueras Navarro (Ciudadanos), Mar Iglesias García (Compromís) y María Dolores Navarro Giménez (UGT). La candidata provisional Maite Fernández no obtiene los votos necesarios (un mínimo de dos tercios) debido a que todos los diputados del PPCV abandonan la cámara antes de las votaciones, lo que obliga a repetir su votación en el próximo pleno. Dicho grupo parlamentario justifica su ausencia argumentando que se le ha privado de poder realizar una votación por candidato para así poder votar en contra de quien diera un voto negativo a su candidata. El resto de grupos tachan esta actitud de "lamentable" y de una "falta de respeto a la democracia" porque, además, no se han sentado a negociar. Los miembros toman posesión de su cargo el 26 de octubre de 2016.

#### La puesta en marcha
En diciembre de 2016 el Consejo Rector llega a un acuerdo con los liquidadores de Radiotelevisión Valenciana para alquilar parte de las instalaciones del Centro de Producción de Programas (CPP) durante un año.
De forma paralela, el Consejo Rector aprueba el proceso de dos partes independientes, de selección del nombre de los canales y del diseño de la identidad corporativa, con un premio de cinco mil euros cada una. Los nombres deben ser un reflejo de la cultura valenciana y deben contribuir a la vertebración del territorio. Para el diseño de la identidad visual corporativa se seleccionarán tres equipos de trabajo que, además de ganar el premio inicial, participarán en su desarrollo, basándose en el nombre anteriormente seleccionado. Finalmente, la empresa ganadora será recompensada con 30.000 euros adicionales.
Al mismo tiempo se da a conocer el mal estado de los equipos del antiguo ente, de la desaparición de aparatos y la alteración de contraseñas. Algunos técnicos y políticos, como Rafael Xambó, lo llegan a calificar de "sabotaje" por parte del PPCV para dificultar la reapertura de la radiotelevisión. Por otra parte, se aprueba una partida de 1,4 millones de euros para obtener el equipamiento técnico necesario para que los canales de televisión puedan emitir en alta definición (HD).
El primer mandato marco es aprobado por el Consejo Rector el 1 de enero de 2017, aunque aún debe ser ratificado por las Cortes. Los puntos más relevantes son: que al menos el 35% del tiempo de emisión anual sea de obras audiovisuales de productoras valencianas, dobladas al valenciano si no lo están; la promoción de los valores y principios contenidos en el Estatuto de Autonomía; la utilización de un lenguaje no sexista para favorecer la igualdad de género; la creación de un libro de estilo para regir la práctica profesional de sus trabajadores; la adecuación de los horarios para proteger la infancia y la juventud; las medidas oportunas para garantizar la calidad informativa y el pluralismo; y una transición a la alta definición. El documento se ha basado en el mandato marco de la Corporación Catalana de Medios Audiovisuales, el cual Podemos ha reformulado y el resto de grupos políticos han enmendado. La propuesta del PPCV de imitar el mandato marco de Radiotelevisión Española es rechazada. El 9 de febrero de 2017 las Cortes Valencianas aprueban el mandato marco modificado por unanimidad. Con este paso, ya existe una hoja de ruta para empezar con las transmisiones y la creación de contenido.
Este mismo mes el Consejo Rector aprueba, según dicta la ley, el Reglamento orgánico y funcional. Este contiene las normas de funcionamiento y delimita las competencias de cada órgano.
El 26 de enero de 2017 la Audiencia Nacional avala los despidos de Radiotelevisión Valenciana y descarta la inconstitucionalidad de la ley que liquidó dicha organización, respondiendo así a la demanda presentada por CGT y UGT y facilitando el camino de la Corporación Valenciana de Medios de Comunicación. La resolución justifica el cierre de la antigua empresa por su calamitosa situación, con una plantilla sobredimensionada. También niega que, al menos hasta el momento, exista sucesión de empresas entre RTVV y la CVMC, respondiendo así a la denuncia del sindicato Intersindical.
La periodista Empar Marco Estellés es elegida por el Consejo Rector el 23 de febrero de 2017, y ratificada por las Cortes —con las abstenciones de Ciudadanos y los votos en contra del PPCV— el 2 de marzo, para que ocupe el cargo de directora general durante tres años. Marco es licenciada en Filología catalana en la Universidad de Valencia y ha trabajado como traductora, correctora y periodista en dos administraciones valencianas y en algunos medios como Radiotelevisión Valenciana, donde participó en la elaboración del libro de estilo del ente, y TV3 (CCMA), como corresponsal en la Comunidad Valenciana. También es coautora de una novela sobre el cierre de RTVV, Vertigen. La Mesa Sectorial del Audiovisual Valenciano (MESAV) respalda a Marco para la dirección.
El 8 de marzo de 2017 se da a conocer que à., o à.mèdia, es el primer nombre escogido para trabajar la imagen corporativa del grupo multimedia. Lo ha ideado la agencia Aftershare —de la que el publicista Risto Mejide es socio— y se ha seleccionado de entre 82 propuestas. Según el presidente del Consejo Rector, este nombre no es una marca ni una representación gráfica, sino que se trata de una base para trabajar la marca final, por lo que puede cambiar durante el proceso. Según la Generalidad Valenciana se ha escogido el nombre à. por tres razones: la primera es que la letra a aparece en los nombres de las tres provincias de la Comunidad Valenciana: Castellón, Valencia y Alicante; en segundo lugar porque esta es la primera letra del abecedario, "es el inicio, empezar desde cero, inaugura algo nuevo", y dado que se ha "agotado el criterio de los números, se ha escogido la primera letra"; y, por último, se le añade el acento abierto, la à tónica en valencià, algo característico de la lengua valenciana.
El diputado del PPCV Jorge Bellver pide que se reconsidere este nombre porque "À punt" fue el eslogan de un evento sobre la independencia en Cataluña, aunque todos los miembros del Consejo Rector, incluidos los de este mismo partido político, han votado por unanimidad este nombre. Otros diputados le recuerdan que la CVMC tiene independencia funcional, pese a ser de la Generalidad Valenciana, y que, además, ese nombre fue anteriormente utilizado por el Ayuntamiento de Valencia y por la Agencia Valenciana de Movilidad mientras el Partido Popular gobernaba en ambas instituciones.
El 24 de enero de 2018, ACPV se reúne con la secretaria autonómica del gobierno valenciano y con un diputado de Compromís para pedir el cumplimiento del acuerdo de reciprocidad entre la CVMC y la CCMA, esto ocurre siete años después del  apagado de la señal de TV3 en la Comunidad Valenciana. Un día más tarde la corporación firma la entrada a la FORTA, desde este momento tiene pleno derecho de voto en la organización, hacía 5 que RTVV dejó de formar parte por el cierre de la misma.
El 26 de enero de 2018, se dio a conocer que el 25 abril empezarían las emisiones en pruebas de la televisión y el 10 junio las definitivas (aunque en aquel momento no concretaron los días). Ya en el período estival, se haría efectiva la reciprocidad entre la CVMC y la CCMA, y posiblemente también con el EPRTVIB.

#### La sociedad mercantil y sus primeros trabajadores
El 5 de abril de 2017 se constituye la empresa matriz, llamada Sociedad Anónima de Medios de Comunicación de la Comunidad Valenciana, S. A., a través de la cual la corporación ejerce la función de servicio público. El capital suscrito es de 60.000 euros y su administrador único es el Consejo Rector, aunque la dirección general tiene potestad para ejercer los poderes atribuidos al administrador.
La baremación para la contratación temporal de trabajadores se aprueba con el consenso del Consejo Rector y los sindicatos. Se hace atendiendo a unos criterios que suman puntos hasta llegar al tope de 75. El primero es la experiencia, con 0,07 puntos por mes trabajado en RTVV, 0,05 en una empresa pública y 0,04 en una privada; con un máximo de 19 puntos en este apartado. El segundo es haber superado una prueba selectiva para entrar en la antigua radiotelevisión, por el cual se suman 7 puntos. Adicionalmente, la antigüedad para los que trabajaron de forma continuada en Radiotelevisión Valenciana se cuenta con 0,1 puntos por mes trabajado, con un máximo de 3 puntos. El resto de puntos son comunes a todos los aspirantes e incluye méritos como los idiomas o las titulaciones superiores.
De forma paralela, la directora general Empar Marco elige cinco profesionales del sector para formar parte de su equipo de forma provisional. Esperanza Camps, periodista que abrió las emisiones en Nou Ràdio, es la encargada de diseñar la redacción única de informativos (televisión, radio y plataforma web). César Martí, responsable de los éxitos de Canal Nou Autoindefinits, Maniàtics y Socarrats en la productora Conta Conta, es el que diseña la programación, junto con Elena Vilanova, experta en producción, y Ernest Sorrentino, guionista, director y productor, que serán los encargados de valorar y elegir las propuestas de contenido que realizó el Alto Consejo Consultivo. Finalmente, Albert Vicent, expresidente del antiguo comité de empresa de Radiotelevisión Valenciana, tiene la tarea de hacer un estudio sobre la creación del club infantil —el nuevo Babalà— y la posibilidad de colaboración con las televisiones locales y comarcales valencianas.
El día 6 de junio de 2017 se publica en el DOGV la convocatoria para la bolsa de empleo temporal, con un plazo de presentación de diez días hábiles a partir del siguiente día de la publicación. El objetivo es cubrir los puestos provisionales hasta que se acometa la provisión definitiva con los correspondientes procesos selectivos.

### Actualidad
La radiotelevisión valenciana, À Punt, cumplía a primeros de 2020 un año y medio con una audiencia en torno al 2%, y unos ingresos en torno al millón doscientos mil euros, lejos de las expectativas con que inició las emisiones en junio de 2018. El resultado económico del ejercicio de 2018 tuvo un saldo negativo de 48.182.752 euros, mientras que el de 2019 arrojó unas pérdidas de 65.160.990 euros.

## Actividades

### Creación de contenido
Se presentaron más de 800 ofertas de programación y en el mes agosto de 2016 se dio a conocer el contenido seleccionado para los medios. La selección se hizo teniendo en cuenta criterios de interés, originalidad y calidad; el uso del valenciano; que estuviera hecho por valencianos y en la Comunidad Valenciana; y la viabilidad financiera.

### Emisión por televisión
La televisión valenciana dispone de un canal de carácter generalista que emite en abierto por la TDT, a través de las frecuencias por las que emitía anteriormente Canal Nou, así como también por Internet.

#### Canales
| Logo | Canal                     | Formato de imagen | Medios de emisión | Inicio de transmisiones                              |
| ---- | ------------------------- | ----------------- | ----------------- | ---------------------------------------------------- |
|      | À Punt Canal generalista. | HD                | TDT e Internet    | 25 de abril de 2018 (en pruebas) 10 de junio de 2018 |

### Emisión por radio
La radio valenciana se compondrá de dos emisoras: una generalista, con informativos, entretenimiento, ficción, tertulias y deporte 100% en valenciano; y otra temática para la música y cultura en valenciano 100% en Idioma valenciano. Emitirán a través de las frecuencias por las que retransmitían anteriormente Nou Ràdio y Nou Si Ràdio.

#### Radios
| Logo | Canal                        | Medios de emisión   | Inicio de transmisiones |
| ---- | ---------------------------- | ------------------- | ----------------------- |
|      | À Punt FM Radio generalista. | FM, TDT, e Internet | 11 de diciembre de 2017 |
| -    | Nombre indefinido Música.    | FM, TDT e Internet  | -                       |

###### Frecuencias À Punt FM
- Alcoy: 98.7 FM
- Madrid: 96.8 FM
- Villafranca del Cid: 101.3 FM
- Villena: 95.0 FM
- Vinaroz: 105.4 FM
- Aitana: 103.0 FM
- Gandía: 103.5 FM
- Valencia: 102.2 FM
- Castelló: 103.7 FM

### Emisión bajo demanda
Los contenidos se emitirán también bajo demanda mediante las aplicaciones web y móvil oficiales y otras plataformas de terceros como YouTube.

## Estructura empresarial
Para realizar cualquier actividad comercial es necesario contar con al menos una sociedad mercantil. La corporación ejerce la función de servicio público a través de estas sociedades. Además, puede constituir o participar en el capital de cualquier entidad cuyo objeto social esté vinculado con las actividades de esta, pero no utilizar a cualquier sociedad para crear otras empresas. Asimismo puede contratar a terceros cualquier servicio audiovisual excepto los contenidos informativos.

### Sociedad Anónima de Medios de Comunicación de la Comunidad Valenciana
Desde el 5 de abril de 2017 es la empresa matriz por la cual la corporación ejerce la función de servicio público. Su administrador único es el Consejo Rector, aunque la dirección general tiene potestad para ejercer los poderes atribuidos al administrador.
Sus objetivos sociales incluyen también la comercialización publicitaria de sus productos o servicios y la formación e investigación audiovisual.

## Estructura organizativa
Tanto el presidente como el director general se eligen por concurso público y su nombramiento debe ser aprobado por las Cortes Valencianas.
Los consejos Rector y Audiovisual tienen un secretario no consejero que tiene voz pero no voto. El cargo lo ostenta un funcionario de carrera y tiene las funciones que el consejo correspondiente le asigna, de levantar acta en las reuniones y de asesorarlo.

### Consejo Rector
Es el máximo gobierno de la entidad y encargado de la gestión financiera. Se reúne en sesión ordinaria, al menos, una vez al mes y en sesión extraordinaria a solicitud de la Presidencia o cuando lo soliciten un tercio de sus miembros. Este consejo debe cesar si se alcanza un déficit igual o superior al 10% en el resultado del presupuesto anual o si se supera una caída del 25% de los ingresos previstos.
El mandato del presidente del Consejo Rector y de la Corporación dura seis años, y es elegido por las Cortes de entre los tres candidatos propuestos por el Consejo Audiovisual, después de exponer su proyecto, con una mayoría de dos quintos en la primera votación o de tres quintos en la segunda. En caso de no llegar se necesitaría una tercera votación con una mayoría absoluta, aunque el cargo solo duraría seis meses.
El resto de los nueve miembros son propuestos por el Consejo Audiovisual de la Comunidad Valenciana (dos miembros), el Consejo de la Ciudadanía (un miembro), los trabajadores (un miembro) y las Cortes Valencianas (cinco miembros). El presidente es el único que tiene una dedicación exclusiva y un salario, mientras que el resto de miembros tienen derecho a dietas. Las propuestas de candidaturas deben acompañarse con el currículum que acredite los méritos requeridos para cumplir con la cualificación, experiencia y conocimientos indicados. El mandato de los consejeros es de seis años y el Consejo se renueva parcialmente cada tres años.
Los contratos genéricos y convenios se firman en función de la cuantía de los mismos. Si son inferiores a un millón de euros, el presidente puede maniobrar con total libertad. Si los acuerdos de carácter plurianual —a pagar en más de un año— ascienden al millón de euros o son menores de cinco millones, el presidente necesitará contar con la aprobación del Consejo Rector. Por último, si superan los cinco millones de euros hará falta el beneplácito del Gobierno valenciano.
| Consejero                           | Propuesto por                                                                        | Propuesto por            |
| ----------------------------------- | ------------------------------------------------------------------------------------ | ------------------------ |
| Miquel Francés Domènec (presidente) | PSPV-PSOE, Compromís, Podemos Comunidad Valenciana y Ciudadanos Comunidad Valenciana | Cortes Valencianas       |
| Marc Pallarès Piquer                | PSPV-PSOE                                                                            | Cortes Valencianas       |
| Rosa María Yagüe Perales            | Compromís                                                                            | Cortes Valencianas       |
| María Lozano Estivalis              | Podemos Comunidad Valenciana                                                         | Cortes Valencianas       |
| José Martínez Sáez                  | Ciudadanos Comunidad Valenciana                                                      | Cortes Valencianas       |
| Vicente Cutanda Mansilla            | PPCV                                                                                 | Cortes Valencianas       |
| María Dolores Bañón Castelló        | Consejo Audiovisual                                                                  | Consejo Audiovisual      |
| Javier Marzal Felici                | Consejo Audiovisual                                                                  | Consejo Audiovisual      |
| Rosa María Agost Canós              | Consejo de la Ciudadanía                                                             | Consejo de la Ciudadanía |
| Rafael Alborch Bataller             | Trabajadores                                                                         | Trabajadores             |

### Dirección general
Se encarga de la dirección ejecutiva de todas las sociedades de la Corporación, de decidir sobre los contenidos y de ordenar la programación de las emisiones de la televisión, radio y servicios en línea. El Consejo Rector convoca un concurso público y de entre todos selecciona un candidato con una mayoría de tres quintos, que es remitido a la comisión competente de las Cortes Valencianas para que comparezca. Esta comisión debe valorar la idoneidad para el cargo y aprobar o denegar la propuesta con una mayoría absoluta. Si se deniega, el Consejo Rector debe proponer otro nombre. El cargo tiene condición de personal laboral de alta dirección, es de dedicación exclusiva y tiene una duración de tres años.
| Dirección General                   | Inicio                 | Final                  |
| ----------------------------------- | ---------------------- | ---------------------- |
| Empar Marco Estellés                | 21 de marzo de 2017    | 8 de marzo de 2020     |
| Alfred Costa i Folgado              | 9 de marzo de 2020     | 8 de diciembre de 2024 |
| Miquel Francés i Domènec (interino) | 8 de diciembre de 2024 | presente               |

### Consejo de la Ciudadanía
Es el órgano asesor en materia de programación y de contenidos. Este consejo asiste al Consejo Rector y a la Dirección General en la definición y evaluación de las políticas y estrategias de programación. Tiene además la misión de ofrecer la perspectiva de las diferentes audiencias e identificar cuestiones y demandas que puedan ser relevantes para ser consideradas por el Consejo Rector.
Este consejo realizará una sesión ordinaria por lo menos una vez cada tres meses y las sesiones extraordinarias necesarias previstas en el reglamento o a petición del Consejo Rector.
Está compuesto por trece personas censadas en la Comunidad Valenciana y mayores de edad. Son elegidos mediante un sistema mixto y paritario: nueve miembros de entre las personas propuestas por asociaciones y entidades de la valencianas (las dos asociaciones de consumidores y usuarios más representativas, el Consejo Valenciano de Cultura, la Academia Valenciana de la Lengua, el Consejo Valenciano de Universidades y de Formación Superior, las principales asociaciones del tercer sector, las principales asociaciones del sector de la defensa de los derechos del colectivo gay, las principales asociaciones de defensa de la igualdad dedicadas a combatir la violencia de género y por la igualdad entre hombres y mujeres, y el Consejo de la Juventud), y cuatro miembros seleccionados en un proceso público y abierto. El mandato tiene una duración de cinco años.
| Consejero                                       |
| ----------------------------------------------- |
| Vicent Moreno Montañés (presidente)             |
| María Consuelo Álvarez Sanchis (vicepresidenta) |
| Lidia Vicente Tena                              |
| Marta Martín Llaguno                            |
| Alexis Lara Climent                             |
| Inmaculada Galdón Rubio                         |
| Vicente Inglada Alcaide                         |
| Carme Manuel Cuenca                             |
| Lina Soler i Quilis                             |
| Paula Lapeña Mompó                              |
| Carlos Giménez Pons                             |
| Vicent Torrent Centelles                        |

### Consejo de Informativos
Es un órgano de participación del conjunto de los profesionales que intervienen en el proceso de elaboración de contenidos informativos para velar por su independencia, objetividad y veracidad de los informativos difundidos. Las normas de organización y funcionamiento de este consejo están establecidas en el Reglamento Orgánico aprobado por el Consejo Rector.
El consejo está compuesto por su presidente, Joan Durà; su vicepresidenta, Adelaida Ferre; el secretario, Xavier García del Valle y los vocales, Xelo Gimeno, Santiago López y Tica Cuesta.

## Objetivos
Los objetivos generales y las líneas estratégicas a alcanzar están concretados en el mandato marco que las Cortes aprueban con una mayoría de tres quintos para la Corporación cada seis años. Los objetivos contenidos en el mandato marco se desarrollan de manera precisa a través de un contrato programa que tiene una duración de tres años y que deben suscribir el Consejo de la Generalidad Valenciana y la Corporación.
La programación y la producción audiovisual tiene como misión contribuir activamente a la normalización de la lengua y cultura propias de la Comunidad Valenciana y a su vertebración. El 35 % del tiempo de emisión anual está reservado a la difusión de obras audiovisuales y cinematográficas de productoras valencianas independientes y producción original en valenciano. El contrato programa establece los objetivos y las obligaciones concretas que debe cumplir la programación de los diferentes medios de la Corporación.
El mandato marco fue redactado y aprobado por las Cortes Valencianas antes del 14 de noviembre de 2016, y el contrato programa antes de nueve meses a partir de la aprobación del mandato marco.

## Aspectos económicos
| Año  | Presupuesto (en millones de €) | Porcentaje del presupuesto de la Generalidad (en %) |
| ---- | ------------------------------ | --------------------------------------------------- |
| 2016 | 29                             | -                                                   |
| 2017 | 84 (55 + 29)                   | 0,31                                                |

La Corporación solo puede recurrir al endeudamiento para la financiación de sus inversiones y para atender desfases temporales de tesorería.

### Financiación
Por ley, existen cuatro formas de financiación posible:
- Compensación de la Generalidad Valenciana por la prestación de servicio público. Si al final del ejercicio la compensación supera el coste incurrido por la Corporación, el exceso se destina a dotar un fondo de reserva que no puede superar el 10% de la financiación pública presupuestada. En caso de superarlo, el presupuesto de la Generalidad para el siguiente ejercicio será menor en esa cantidad. El presupuesto asignado es de entre el 0,3 y el 0,6% del presupuesto de la Generalidad,[98] que en 2017 es de 84 millones de euros. De estos, 36,8 millones son para los gastos de funcionamiento y plantilla, entre otros, de la sociedad Sociedad Anónima de Medios de Comunicación.
- Ingresos derivados de la comercialización de publicidad.
- Ingresos derivados de otras actividades por los servicios prestados o la cesión o venta de determinados contenidos audiovisuales.
- Porcentajes procedentes de cuotas por la difusión de la radiotelevisión por el aire o por Internet.

### Patrimonio
Son patrimonio de la Corporación todos los bienes y derechos, es decir, desde los edificios y el equipamiento técnico hasta los derechos de emisión.
Se incluye también el fondo de reserva de la Corporación. Solo puede ser utilizado, con la autorización de las Cortes, para compensar pérdidas de ejercicios anteriores y para atender a contingencias especiales. En caso de no utilizarlo en cuatro años, el fondo de reserva debe ser empleado para reducir las compensaciones.

### Trabajadores
La contratación del personal se realiza mediante unas pruebas de acceso establecidas y convocadas por el Consejo Rector. Todos los candidatos que no superan las pruebas entran en bolsas de trabajo y pueden ser llamados en puestos de trabajos de forma temporal y provisional. El régimen de retribuciones es el mismo que rige para el resto de funcionarios de la Generalidad Valenciana.
El cierre del anterior ente dejó sin trabajo a 1.695 trabajadores y son estos los que tuvieron prioridad en la contratación temporal. El número de trabajadores será definido por el Consejo Rector.

### Innovación, desarrollo e investigación
El contrato programa detalla las inversiones en infraestructuras y tecnología necesarias para el cumplimiento de los objetivos de servicio público y en investigación. La Corporación, además, puede establecer convenios de investigación y desarrollo con centros de investigación, universidades y empresas para investigar determinados aspectos de su implantación y desarrollo.

## Sede y delegaciones
La sede está ubicada en el Centro de Producción de Programas de Burjasot, con delegaciones en Alicante y Castellón de la Plana y una corresponsalía en Madrid y Barcelona.

### Centro de Producción de Programas
El Centro de Producción de Programas (CPP) es un centro de comunicaciones y de producción audiovisual situado en la localidad de Burjasot. Este complejo era propiedad de Radiotelevisión Valenciana, ya que fue su sede durante todos sus años de vida, aunque desde diciembre de 2017 existe un contrato de alquiler de un año de parte de las instalaciones gracias a un acuerdo con sus liquidadores.
El ejecutivo valenciano inició en julio de 2016 el traslado de los bienes y derechos de RTVV a la Generalidad Valenciana, incluyendo el Centro de Producción de Programas y el material necesario para la prestación del servicio público de radio y televisión. Luego, estos fueron cedidos a la Corporación una vez finalizado el proceso.
Por otro lado, RTVE estudia trasladar la sede autonómica de Paterna al CPP de Burjasot en un proceso de unificar sus centros territoriales de televisión y radio.

## Marca e imagen corporativa

### Logotipo

26 de octubre de 2016 – 5 de marzo de 2018
5 de marzo de 2018 - presente
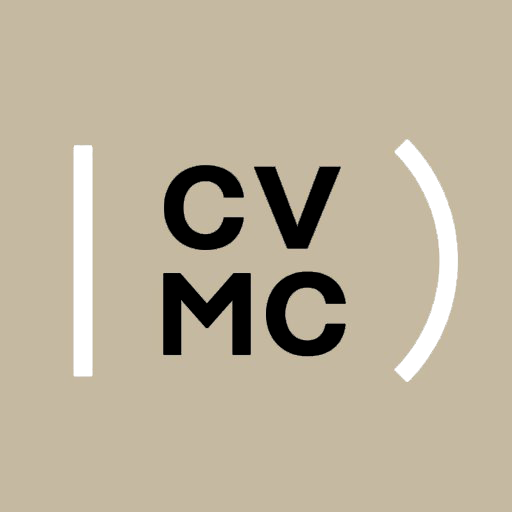
5 de marzo de 2018 - presente (utilizado en redes sociales)

### Proceso de elección del nombre y la imagen corporativa
El 22 de diciembre de 2016 el Consejo Rector aprobó seleccionar la nueva imagen corporativa y denominación de las marcas que englobarán los canales de televisión, radio y de multimedia a través de un concurso público. Se destinarán 5 000 € para premiar la propuesta de un nuevo nombre que actúe como paraguas para las diferentes marcas de la nueva radiotelevisión valenciana, y otros 5 000 € para quien diseñe la imagen corporativa.
Los criterios que se tuvieron en cuenta para escoger ambas ganadoras fueron la promoción de la lengua y cultura valenciana, la contribución a la vertebración del territorio de la comunidad y criterios de durabilidad de la marca. Se trata de dos procesos independientes, con dos propósitos distintos: seleccionar las denominaciones para las nuevas plataformas y elegir a los tres equipos de trabajo que participarán en el desarrollo de la identidad visual corporativa. Cada empresa, entidad o persona interesada podía participar en uno o en los dos procesos convocados. La selección de los candidatos del proceso vinculado a la identidad visual se basó en la valoración de sus portfolios profesionales.
El 8 de marzo de 2017 se eligió de entre más de 80 propuestas de nombre el que propuso la agencia publicitaria Aftershare: À Punt; mientras que el grupo multimedia se decidió llamarse À Punt Mèdia, tal y como publicó en un tuit la directora del ente público, Empar Marco.

### Normativa
- Ley 6/2016, de 15 de julio, de la Generalidad, del Servicio Público de Radiodifusión y Televisión de Ámbito Autonómico, de Titularidad de la Generalidad:[1]

1. ↑  Artículo 7.
2. ↑  Disposición adicional séptima.
3. ↑  Artículo 33.
4. 1 2  Artículo 8.
5. ↑  Artículo 19.
6. 1 2 3 4  Artículos 20 y 21.
7. ↑  Artículos 17 y 18.
8. ↑  Artículo 11.
9. ↑  Artículos 13 y 14.
10. ↑  Artículo 22.
11. ↑  Artículo 25.
12. ↑  Artículo 6.
13. ↑  Artículo 26 y 29.
14. ↑  Disposiciones adicionales quinta y sexta.
15. ↑  Artículo 43.
16. ↑  Artículos 37, 38 y 39.
17. ↑  Artículo 40.
18. ↑  Disposición adicional cuarta.
19. ↑  Artículo 46.
20. ↑  Artículo 45.
21. Artículo 34.
22. Disposiciones transitorias.

- Reglamento orgánico y funcional del Consejo Rector de enero de 2017.[104]